# Fielding Bradford Meek

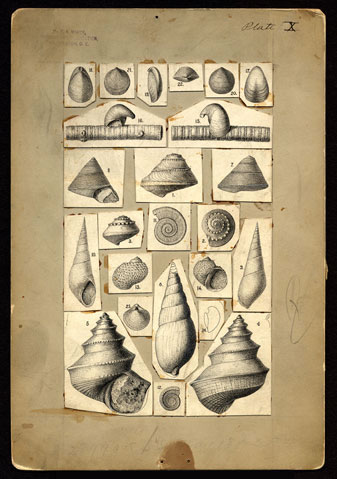
Teckningar av mollusker av Fielding Bradford Meek.

Fielding Bradford Meek, född 10 december 1817 i Madison, Indiana, död 22 december 1876 i Washington, D.C., var en amerikansk geolog och paleontolog. 
Meek var ursprungligen en mindre framgångsrik köpman med stort intresse för geologi. Han bytte därför bana och blev 1848 tjänsteman vid US Geological Survey, först i Iowa, sedan i Wisconsin och Minnesota och slutligen i Washington, D.C. Han författade en rad arbeten, präglade av den högsta grad av vetenskaplig noggrannhet.